# Temnora iapygoides
Temnora iapygoides är en fjärilsart som beskrevs av Holland 1889. Temnora iapygoides ingår i släktet Temnora och familjen svärmare. Inga underarter finns listade i Catalogue of Life.